# فرد دوهورست
فرد دوهورست (به انگلیسی: Fred Dewhurst) بازیکن فوتبال زادهٔ ۱۶ دسامبر ۱۸۶۳ اهل کشور انگلستان بود که سابقهٔ بازی در تیم ملی فوتبال انگلستان را در کارنامهٔ خود دارد. وی در تاریخ ۱۳ مارس ۱۸۸۶ نخستین بازی ملی خود را در مقابل تیم ملی فوتبال ایرلند انجام داد و با حضور در ۹ بازی ملی، در تاریخ ۲۳ فوریه ۱۸۸۹ واپسین بازی ملی‌اش را در برابر تیم ملی فوتبال ولز برگزار کرد.
این بازیکن توانسته در بازی‌های ملی، ۱۱ گل به ثمر برساند.